# Philipp Rehm

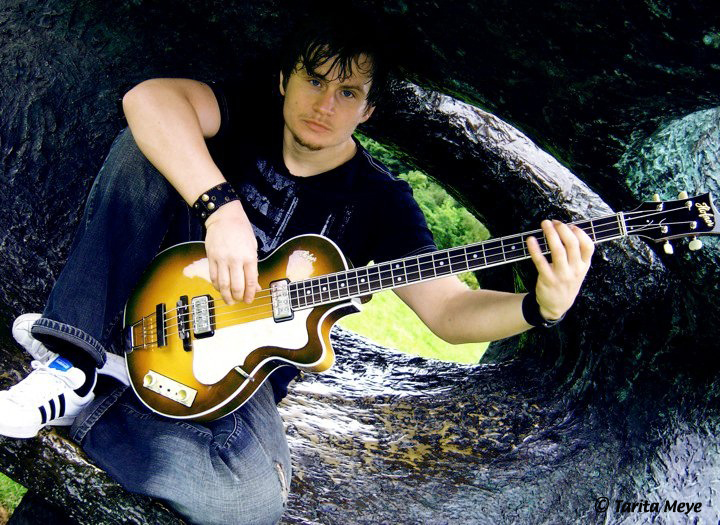
Philipp Rehm

Philipp Rehm (Oost-Berlijn, 3 januari 1979) is een Duits bassist, componist en muziekproducent.

## Levensloop
Philipp Rehm werd geboren in 1979 in Berlijn. Sinds het begin van zijn leven is hij vaak van woonplaats veranderd. Na de val van de Berlijnse Muur verhuisde hij op 12-jarige leeftijd, met zijn ouders van Oost-Duitsland naar het Zuid-Duitsland in de buurt van Heidelberg. Op zijn 17e begon hij elektrische bas te spelen in lokale bands. Met een oude Precision bas, een oude buizenversterker, spelen in bands en sessies met leeftijdgenoten en meespelen met favoriete opnames – heeft Philipp zichzelf geleerd om bas te spelen. Hij had het voordeel dat hij op achtjarige leeftijd klassieke gitaarlessen heeft gehad en al meerdere optredens voor publiek - zelfs solo. Hij werd beïnvloed door muziek van Jamiroquai, Bob Marley, Weather Report en Claude Debussy en bassist Jaco Pastorious, Larry Graham, Flea en Pino Palladino. Philipp was al snel in staat om zijn brood te verdienen met muziek en studeerde later populaire muziek, jazz en compositie, arrangeren, aan de Music University in Mannheim. Philipp bleef altijd in zijn autodidactische manier geloven en heeft vooral veel geleerd door met name met andere muzikanten te spelen. Sindsdien heeft hij een naam opgebouwd als een goede bandplayer, als zowel zijn creativiteit. Hij noemt zich zelf nu een Wahl-Holländer (door keuze Nederlander) en pendelt tussen Rotterdam en Duitsland.

## Onderwijs
Philipp Rehm is ook werkzaam als docent, onder andere in het Musikpark Mannheim en op Workshops (Drum-Bass-Workshop met de drummer Armin Rühl (H. Grönemeyer) / Polyrhythmic-Workshop met Emilio Martins en Uli Brodersen).

## Prijzen
In 2004 werd Philipp Rehm uitgeroepen door het Duitse bastijdschrift "Bass Professor" tot "Deutschlands SuperBasser". In 2002 woonde hij de vergadering bij van de IASJ (International Association for Jazz Education) in Helsinki. Datzelfde jaar won hij met de band Popgear de "Mannheim Music Award." In 2004 was hij winnaar van de remix-wedstrijd "Sounds Good 2004". In 2006 speelde hij met de Duitse pop-muzikant Martin Kilger op de "Euro Video Grand Prix" in Tirana (Albanië). In 2009 trad hij toe tot de band van de Duitse popzangeres Cassandra Wilson bij de Federal Vision Song Contest, gevolgd door twee tours, en tientallen optredens met de band.

## Qui Lanci
Rehm speelt mee in het trans-nationale trio Qui Lanci, dat hij in 2009 in het leven heeft geroepen. Het trio bestaat uit de percussionist Emilio Martins uit Sao Paulo (Daud, Badi Assad, Milton Nascimento, Orqestra Sinfonica) en de Keulse gitarist Uli Brodersen (Joe Porcaro, Adrienne West en Bruno Castellucci).

## Discografie
- Martin Kilger: Aufstehn - Philipp Rehm Remix
- The Flames: Caution - Heat Inside
- Cassandra Steen: itunes live in München
- Jürgen Friedrich: Bits'n'Pieces
- Dinho Alves: Attravessi i Mata Burro
- Martin Kilger: Leicht
- The Flames: Strike A Light
- Philipp Rehm: The Philbum
- Philipp Rehm: Traveler
- Tania Kross & Philipp Rehm: Warawara